# 猫の家
猫の家（ねこのいえ、ラトビア語: Kaķu nams, 英語: The Cat House）は、ラトビアのリガにある建築物である。

## 概要
リガ旧市街にあるメイスタル通り (lv:Meistaru iela (Rīga)) の10番地に立地している。建築家の Frīdrihs Šefels によって設計され、1909年に建てられた。建築主は、ラトビアの商人であった。

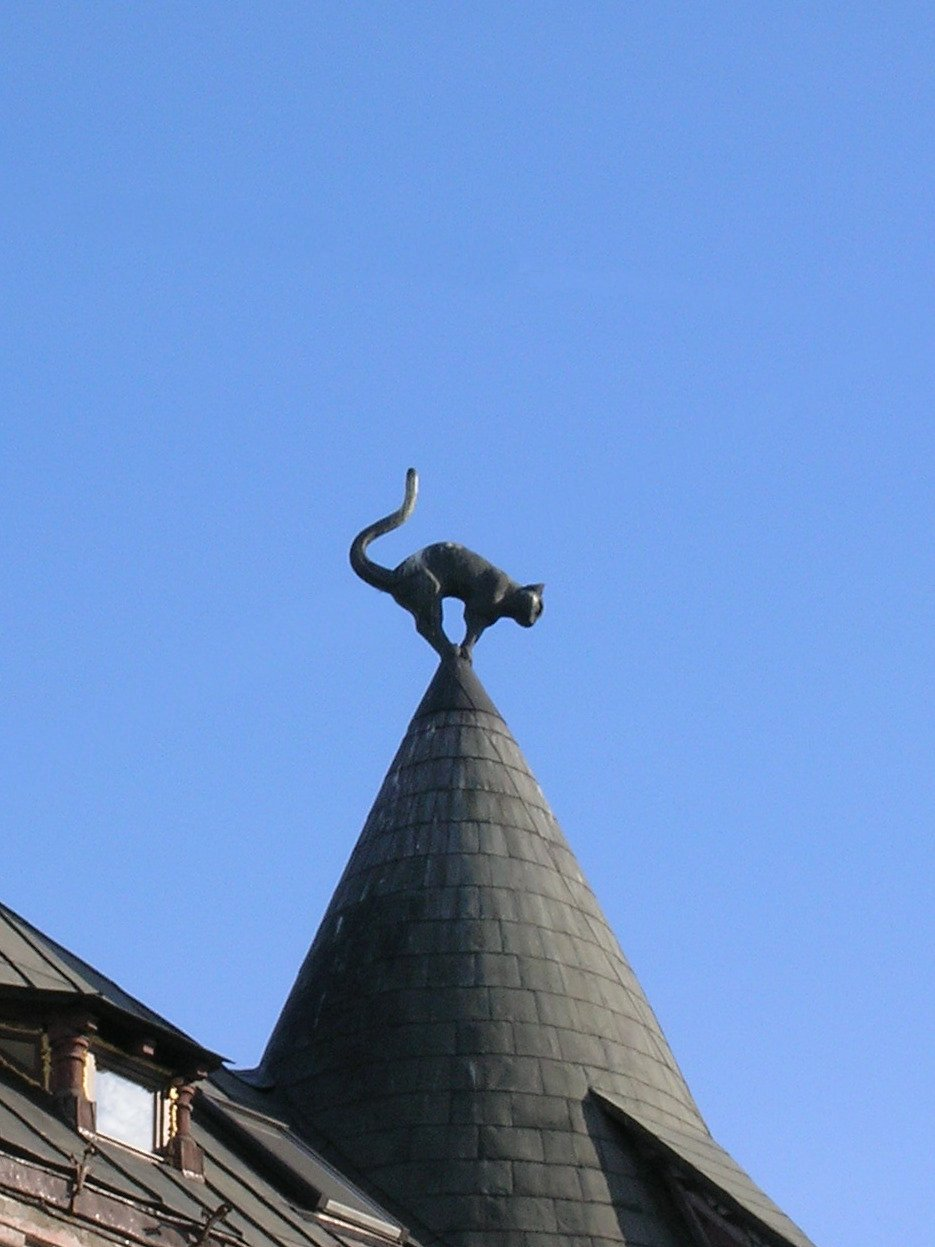
黒猫の彫像

建物には、アール・ヌーヴォーの建築様式が見られる。建物の屋根の上にある2基の小塔には、黒猫を象った銅製の彫像がそれぞれ設けられており、いずれも背中をアーチ状に丸め、尻尾を上に立てている。建物の名称は、この黒猫の彫像に由来する。
猫の家を含むリガ旧市街は、「リガ歴史地区」としてユネスコによって世界遺産に登録されている。現在は、オフィスビルとして利用されており、1階にはレストランが開業している。
地元の言い伝えでは、この建物を建てた商人は、通りの反対側に会館をもつ大ギルド (en:Large Guild, Riga) から、組合への加入資格を十分に満たしていたにもかかわらず、加入することができなかった。大ギルドは、ドイツ人が影響力をもっており、その商人は、ラトビア人であるからという理由で加入を拒絶されたのである。そのことに憤慨した商人は、黒猫の彫像を、尻尾が大ギルドの会館のほうに向く形で屋根の上に取り付けた。後年になって、大ギルドの建物は、コンサートホールとして利用されるようになり、黒猫の彫像は、音楽がきこえてくる方向に向きを変えたとされる。

## 周辺
南側には、リーヴ広場 (lv:Līvu laukums) がある。南へ 80 メートルほど行ったところには、小ギルド (en:Small Guild, Riga) がある。南西へ 210 メートルほど行ったところには、リガ大聖堂がある。

西へ 500 メートルほど行ったところには、リーガ城がある。西へ 300 メートルほど行ったところには、三人兄弟 (en:Three Brothers, Riga) がある。